# Svätuš
Svätuš es un municipio del distrito de Sobrance en la región de Košice, Eslovaquia, con una población estimada a final del año 2024 de 97 habitantes.
Se encuentra ubicado al noreste de la región, en la cuenca hidrográfica del río Bodrog (afluente derecho del Tisza) y cerca de la frontera con la región de Prešov y Ucrania.

## Demografía
| Año        | 1994 | 2004     | 2014    | 2024     |
| ---------- | ---- | -------- | ------- | -------- |
| Población  | 148  | 119      | 113     | 97       |
| Diferencia |      | −19,59 % | −5,04 % | −14,15 % |

| Año        | 2023 | 2024    |
| ---------- | ---- | ------- |
| Población  | 96   | 97      |
| Diferencia |      | +1,04 % |